# 九德郡
九德郡（九德），中國古郡名。三國吳分九真郡南部置，郡治在九德縣。其地在今越南中部。隋初廢。

## 郡名起源
九德郡原為傳說中周朝時越裳氏所居之地。《林邑記》：“九德，九夷所極，故以名郡。郡名所置，周越裳氏之夷國。”

## 建置沿革

### 吳、晉
三國末期，吳將陶璜討交州時，曾置九真屬國，疑即九德郡的前身。吳天紀二年（278年），分九真郡咸驩縣置九德縣（治所在今越南河静省德壽縣境內），分九真郡南部之咸驩縣、九德縣、陽成縣、越常縣置九德郡，治所在九德縣。又省日南郡，比景、無勞、朱吾、壽泠、盧容、西卷、象林等縣屬九德郡。
| 縣名   | 縣治所在地                       | 始置年代 | 備註       |
| ------ | -------------------------------- | -------- | ---------- |
| 九德縣 | 越南河静省德壽縣一帶             | 278年    | 原屬九真郡 |
| 咸驩縣 | 越南乂安省演州縣一帶             | 西漢     | 原屬九真郡 |
| 陽成縣 |                                  | 吳       | 原屬九真郡 |
| 越常縣 | 越南河靜省境內                   | 吳       | 原屬九真郡 |
| 比景縣 | 越南廣平省箏河口                 | 西漢     | 原屬日南郡 |
| 無勞縣 |                                  | 吳       | 原屬日南郡 |
| 朱吾縣 | 越南廣平省洞海市一帶             | 西漢     | 原屬日南郡 |
| 壽泠縣 |                                  | 吳       | 原屬日南郡 |
| 盧容縣 | 越南承天順化省順化市北           | 西漢     | 原屬日南郡 |
| 西捲縣 | 越南廣治省東河市                 | 西漢     | 原屬日南郡 |
| 象林縣 | 一說在今越南广南省會安市西南一帶 | 西漢     | 原屬日南郡 |

晉太康元年（280年）平吳之後，析陽成縣置浦陽縣，又析置南陵縣。太康二年（281年），改陽成縣為陽遠縣。太康三年（282年）復置日南郡。此時九德郡領八縣：九德、咸驩、南陵、陽遠、扶苓，曲胥、浦陽、都洨。其轄境大致相當於今越南乂安省、河靜省大部份地區。

### 南朝
南朝宋初年領浦陽縣、陽遠縣、九德縣、咸驩縣、西安縣、都汱縣、南陵縣、越常縣。大明後，省陽遠縣入浦陽縣。宋末，析置宋泰、宋昌、希平三縣。全郡有809戶。南齊時，領九德縣、咸驩縣、浦陽縣、南陵縣、都洨縣、越常縣、西安縣。都龐縣改屬九真郡。梁置德州，領九德郡、日南郡，治九德郡，析置安遠縣。大同七年（541年），李賁據州叛亂。隋開皇九年（589年）平陳，廢九德郡。開皇十八年（596年），改德州為驩州，改西安縣為光安縣。大業三年（607年）廢州，改驩州為日南郡，治九德。唐武德中改為德州，貞觀初又改為驩州。

## 九德太守
- 杜瑗，字道言，交趾朱䳒人，祖籍京兆，晉安帝时九德太守。[7]
- 曹某，名、生平不详，曾获封郴侯。不晚于晋穆帝永和四年担九德太守[8]。